# Komorische Fußballnationalmannschaft der Frauen
Die komorische Frauenfußballnationalmannschaft ist eine Auswahlmannschaft der Fédération Comorienne de Football, die die Komoren auf internationaler Ebene bei Frauen-Länderspielen vertritt. Die Mannschaft nahm bislang nur an der Südafrikameisterschaft und an der Qualifikation zum Afrika-Cup teil, jedoch nicht am Afrika-Cup selbst oder an Weltmeisterschaften. Derzeitiger Trainer ist Choudjay Mahandhi.

## Geschichte
Ihr erstes Spiel absolvierte die Mannschaft im Rahmen der Qualifikation für das Fußballturnier der Olympischen Spiele 2008. Das Hinspiel gegen Mosambik wurde mit 7:2 verloren, woraufhin die Komoren ihre Teilnahme zurückzogen. Bei der Qualifikation zur Afrikameisterschaft 2014 hätten die Komoren in der ersten Runde gegen Mosambik spielen sollen, das seine Teilnahme jedoch zurückzog. In der zweiten Runde verlor die Mannschaft im Hinspiel gegen Südafrika mit 0:13. Daraufhin zog die Mannschaft ihre Teilnahme zurück.
Bei der Südafrikameisterschaft 2019 verloren die Komoren alle drei Gruppenspiele gegen Südafrika, Madagaskar und Malawi. Bei der Südafrikameisterschaft 2020 verlor die Mannschaft gegen Eswatini und Südafrika und erzielte ein Unentschieden gegen Angola. Nachdem das Land bei dem Turnier 2021 nicht teilgenommen hatte, wurde bei der Südafrikameisterschaft 2022 mit Niederlagen gegen Tansania, Malawi und Botswana wieder der Einzug in die Finalrunde verpasst. Auch bei der Südafrikameisterschaft 2023 wurden alle drei Gruppenspiele gegen Angola, Mosambik und Sambia verloren.

## Turniere

### Weltmeisterschaft
- 1991 bis 2027 – nicht teilgenommen

### Afrika-Cup
- 1991 bis 2012 – nicht teilgenommen
- 2014 – nicht qualifiziert
- 2016 bis 2026 – nicht teilgenommen

### Südafrikameisterschaft
- 2002 bis 2018 – nicht teilgenommen
- 2019 – Gruppenphase
- 2020 – Gruppenphase
- 2021 – nicht teilgenommen
- 2022 – Gruppenphase
- 2023 – Gruppenphase
- 2024 – Gruppenphase